# Johann Ludwig Christian Gravenhorst
Johann Ludwig Christian Carl Gravenhorst (Braunschweig, 14 november 1777 - Wrocław, 14 januari 1857) was een Duits zoöloog  en hoogleraar.

## Leven
Hij kwam uit een rijke brouwersfamilie in Braunschweig. Hij studeerde eerst rechten in Helmstedt en vanaf 1799 natuurwetenschappen in Göttingen. In Helmstedt doctoreerde hij in 1801 met een proefschrift in de entomologie. Hij behaalde zijn habilitatie in Göttingen in de winter van 1804/5. In 1808 werd hij benoemd tot buitengewoon hoogleraar in Göttingen en in 1810 ging hij naar de universiteit van Frankfurt (Oder), waar hij tevens directeur van de botanische tuin werd. In 1811 werd deze universiteit samengevoegd met de universiteit van Breslau en Gravenhorst verhuisde naar de hoofdstad van de provincie Silezië. In 1814 schonk hij zijn privéverzameling aan de universiteit en legde daarmee de basis van het zoölogisch museum, waarvan hij directeur werd. In 1829 werd hij rector van de universiteit.

## Werk
In Göttingen bestudeerde Gravenhorst vooral kevers, wat resulteerde in de Monographia Coleopterorum Micropterorum (1806). In  Wrocław  legde hij zich in het bijzonder toe op de studie van de sluipwespen, waarover hij in 1829 het omvangrijke driedelige werk Ichneumonologia europaea uitgaf. Verder publiceerde hij ook onder meer over amfibieën, reptielen en schreef hij algemene werken zoals Vergleichende Zoologie (1843).
Gravenhorst beschreef honderden diersoorten, voornamelijk insecten; maar bijvoorbeeld ook de Sardijnse beeksalamander, de West-Canarische skink, de Gemarmerde salamander en de hagedissengeslachten Callopistes en Phymaturus.

## Eponymie
Onder meer de aardleguanensoort Liolaemus gravenhorstii, de hagedissensoort Trachylepis gravenhorstii en het sluipwespengeslacht Gravenhorstia zijn naar hem genoemd, evenals verschillende insectensoorten met het epitheton gravenhorstii.